# Uskrsni ustanak
Uskrsni ustanak (engleski: Easter Rising, irski: Éirí Amach na Cásca) naziv je za vojno neuspjelu pobunu irskog naroda u Dublinu kojom se htjelo osloboditi britanske vlasti. Ustanak se odigrao 1916. godine. Irska je stekla nezavisnost tek 1949. godine.

## Politička pozadina
Borba (više politička nego oružana) Irskih republikanaca za autonomiju i nastojanja lojalista da to spriječe trajala je već dugo vrijeme.
Liberalna britanska vlada je, Trećim aktom o parlamentarnoj autonomiji 1914. dodijelila parlamentarnu autonomiju za dvadeset šest okruga (Današnja Republika Irska), a preostalih Šest okruga (današnja Sjeverna Irska) ’privremeno’ je ostalo pod vlašću Londona. Međutim, u to doba je izbio i Prvi svjetski rat te je sprovođenje Trećeg akta u djelo odloženo.
Republikanska stranka Sinn Fein odlučila za hitnu akciju za odcjepljenje. Isplanirali su ustanak koji će početi na Uskrsni ponedjeljak 1916. i proglasili su irsku republiku. 

## Planiranje ustanka; vođe ustanka
Glavno u planiranju ustanka bilo je Irsko republikansko bratstvo (IRB), a izvršitelji su bili Irski dobrovoljci. Njihova osnovna ideja bila je da se iskoristi prilika dok su oči Britanije okrenute ka Europi i ratu. Vođe i glavni planeri ustanka bili su Patrick Pearse, Joseph Plunkett, Tom Clarke, Eamonn Ceannt i Sean MacDermot – svi članovi IRB-a i na komandnim pozicijama u Irskim dobrovoljcima.  Mozak operacije bio je Vojni odbor, kojeg je osnovao Tom Clarke. U sastavu Vojnog odbora bilo je pet članova.
Kasnije im se priključio i James Connolly, prvi irski socijalist, koji je bio na čelu Irske građanske armije - prilično malobrojne sindikatske organizacije, koja je i sama planirala ustanak u to vrijeme. 
Među ustanicima je bio i Éamon de Valera, kasnije premijer i predsjednik nezavisne Irske.
Ustanak je podržavala i Američko-irska organizacija Clan na Gael, koji su im bili jedina veza s Nijemcima, od kojih su se nadali pomoći. Međutim njemački brod s oružjem za Irce su presreli Britanci 21. travnja 1916., pa su se pobunjenici morali snalaziti s onim što su imali.
4. kolovoza 1914. godine Vrhovno vijeće IRB-a sastalo se i složilo da će poduzeti akciju prije kraja Prvoga svjetskoga rata.
Revoltiran apatijom u Irskoj, James Connolly, vođa Irske građanske armije, najavio je pobunu na svoju ruku, kad već nitko drugi neće. Članovi odbora sastali su se s njim i dogovorili se da napadaju idući Uskrs.
E. MacNeill naredbom je smanjio broj ustanika i odgodio napad za jedan dan.
Divizija u Dublinu imala je 6 bataljuna i sjedište u GPO-u (General Post Office).
Nasuprot 5500 Britanaca bilo je samo 1250 Iraca.

## Strategija i početak ustanka
Planirana strategija bila je sljedeća: ustanici će zauzeti sve građevine od strateškog značaja u Dublinu. U idealnoj situaciji, ustanici bi na kraju ustanka imali cijelo središte Dublina pod svojom kontrolom. Međutim, za to nisu imali dovoljno ljudi (svega oko 1250), te je nekoliko vrlo bitnih točaka u gradu (između ostalih i Dublinski zamak i Trinity college) ostalo u rukama Britanaca, što je značilo da su ustanici izolirani i odvojeni jedni od drugih – i da ih Britanci mogu napadati i pobjeđivati grupu po grupu – što su i dogodilo. 
Bilo je planirano da se ljudi pobune i u unutrašnjosti u isto vrijeme kad i u Dublinu, što su i učinili. Međutim, kao i u Dublinu, i ovde je bio problem mali broj sudionika, kao i to što su ipak bili većinom vojno nekompetentni. 
Vođe ustanka bili su svjesne ovih velikih nedostataka, ali su računali na to da će London radije dopustiti da akt o parlamentarnoj autonomiji stupi na snagu odmah nego da rasipaju snage namijenjene Zapadnom frontu kako bi ugušili pobunu u Irskoj.
Snage Irskih dobrovoljaca sastojale su se od četiri bataljuna, a uoči ustanka oformljen je i peti bataljon, koji će kasnije zauzeti Glavnu poštu u Dublinu. U petom bataljonu bile su glavne vođe ustanka – Pearse (zapovjednik), Connolly (zapovjednik Dublinske divizije), Clarke, Macdermott i Plunkett, kao i tada nepoznati Michael Collins. Glavna pošta nalazi se u glavnoj ulici (O’Connel Street), u samom centru Dublina, i kao takva bila je središte događanja. Upravo tu je Pearse pročitao Dokument o proglašenju republike.
Ostale snage bile su raspoređene na sljedeći način:
- Prvi bataljun; komanda: Ned Daily; položaj: Središnji sud (Four Courts) (sjeverozapad)
- Drugi bataljun; komanda: Thomas MacDonagh; položaj: Jacob's Biscuit Factory (jug)
- Treći bataljun; komanda: Éamon de Valera; položaj: Boland’s Bakery (istok)
- Četvrti bataljun; komanda: Eamonn Ceannt; položaj: South Dublin Union (jugoistok)
- Irska građanska armija; komanda: Michael Mallin i grofica Constance Markievicz; položaj: St. Stephen's Green (park južno od Trinity Collegea)

Kada je izbio ustanak, Dublinom je zavladao potpuni kaos. Nisu u pitanju bili samo oružani napadi ustanika na građevine, već i ubojstva, pljačke i slično u siromašnim dijelovima grada, a sve je postalo još kaotičnije kada su ustanici dobili naređenje da pucaju u pljačkaše. Kaosu je doprinijela i nemogućnost komunikacije između pobunjeničkih bataljuna koji su bili odsječeni jedni od drugih - u nedostatku naređenja iz središnjice svaki vođa je morao odlučivati sam za sebe.

## Dolazak britanskih trupa i kraj ustanka
Britanske trupe bile su pod komandom generala Loua (Lowe), koji je pod sobom imao 1200 vojnika. Prvi korak bio je da se osigura prilaz Dublinskom zamku, a zatim su izolirali Glavnu poštu, gdje je bilo glavno sjedište pobunjenika. Na sjeverozapadu grada postavili su topništvo, odakle su pokrivali dobar dio grada. 
Uskoro je iz Britanije prispjelo pojačanje – 16000 vojnika i 1000 policajaca. Pobunjeničke baze zauzimane su jedna po jedna, a najžešća bitka odigrala se kod Glavnog kanala, gde je samo 12 dobrovoljaca dugo držalo prelaz i pobilo oko 240 vojnika. Na drugim pozicijama bitke su također trajale danima. Ljudstvo u Glavnoj pošti se zabarikadiralo unutra. Britanske trupe granatirale su ih izdaleka, a oni nisu imali odgovarajuće oružje da uzvrate vatru, te su na kraju bili prinuđeni da napuste položaje. Pobunjenici su se povukli i zauzeli nove položaje u Moore Streetu, odakle je 29. travnja (6. dana pobune) Pearse, shvativši da je pobjeda nemoguća, zapovijeda: "Svi se predajte."
Sam Pearse je, istina samo deklarativno, proglašen predsjednikom Irske Republike.
Connolly, smrtno ranjen, doveden je do kreveta. Rekao je da kapitalistička vlada neće pucati na svoje vlasništvo. Razuvjeren je za manje od dva dana. To je bila prva socijalistička revolucija u Europi.

## Reakcija javnosti, hapšenja i pogubljenja
Irska javnost u početku je osudila ustanak. Veliki broj Iraca u to doba se borio u prvom svjetskom ratu, i dobar dio naroda je ustanike promatrao kao obične izazivače nereda koji nisu imali hrabrosti da odu u rat. Neke od irskih novina zahtijevale su pogubljenje ustaničkih vođa.

Nakon ustanka je uhićeno 3430 ljudi, od kojih je 1480 i zatvoreno. Neki od njih su bili politički aktivisti i nisu imali veze s ustankom. Petnaestorica ustaničkih vođa je pogubljeno u zatvoru Kilmainham od 3. do 12. svibnja 1916. Među njima je bio i teško ranjeni Connelly, koji nije mogao stajati pred streljačkim vodom, te su ga vezali za stolicu da ne bi pao. Pearse je pogubljen prvi.
Éamon de Valera nije pogubljen jer je rođen u SAD, te je bio američki državljanin, a Constance Markievicz nije pogubljena jer je bila žena.
Nakon uhićenja i pogubljenja mišljenje javnosti se preokrenulo – svi su bili užasnuti, a ustaničke vođe počeli su promatrati kao mučenike. Organizirane su memorijalne povorke, njihove fotografije masovno su se prodavale, a skupljani su i dragovoljni prilozi za njihove obitelji. Promjena stava javnosti i naroda otvorila je put Sinn Féinu i daljim republikanskim aktivnostima, koje će na kraju dovesti do nezavisnosti Republike Irske.

## Popis pogubljenih vođa
- Patrick Pearse
- Tom Clarke
- Thomas MacDonagh
- Joseph Mary Plunkett
- Edward (Ned) Daly
- William Pearse
- Michael O'Hanrahan
- John MacBride
- Eamonn Ceannt
- Michael Mallin
- Cornelius Colbert
- Sean Heuston
- Sean MacDermott
- James Connolly
- Thomas Kent

## Uskrsni ustanak u umjetnosti
Književnost
- “A Star Called Henry” (autor Roddy Doyle)
- “Easter 1916” (autor William Butler Yeats)
- “Trinity” (autor Leon Uris)
- “At Swim, Two Boys” (autor Jamie O’Neill)
- "1916" (autor Morgan Llywelyn)
- "The Red and the Green" (autor Iris Murdoch)
- "Rebels : the Irish rising of 1916" (autor Peter De Rosa)

Film
- "Ryan's Daughter" (redatelj David Lean) (1970)
- "Irish Destiny" (redatelj George Dewhurst) (1926)
- "Michael Collins" (redatelj Neil Jordan) (1996)

Glazba
- Mnogobrojne pobunjeničke pesme, između ostalog:
- "The Boys of the Old Brigade"
- "Grace"
- "Ireland Unfree"
- "The Merry Ploughboy"
- "Foggy Dew"
- "Ballad of James Connolly" itd.

## Poveznice
- Anglo-irski rat
- Irski građanski rat

## Vanjske poveznice
- (engl.) BBC-jeva stranica posvećena ustanku